# Phare de Virtsu
Le phare de Virtsu (en estonien : Virtsu tuletorn) est un feu situé à Virtsu appartenant à la commune de Hanila dans le Comté de Lääne, en Estonie.
Il est géré par l'Administration maritime estonienne ,.

## Histoire
La décision de construire un phare, pour marquer de détroit de Suur, remonte à l'année 1856.Un premier phare  de 28 m de haut a été construit en 1863 et a été achevé en 1866. En 1881, le phare a été reconstruit et en 1900, le réflecteur a été remplacé. Au cours de la Première Guerre mondiale, le phare a été détruit en 1917.
En 1924, un deuxième phare   a été construit, d'une hauteur de 18 mètres et d'un diamètre de 2,5 mètres avec une caractéristique de FI W 4s. Le phare était peint en blanc sur sa moitié inférieure et en rouge sur sa moitié supérieure. En 1944, le phare a été démoli lors de la retraite de la Wehrmacht. Un an plus tard, un phare temporaire automatique de huit mètres avec une hauteur focale de 11 m a été construit avec une portée de 11 milles marins (environ 20 km).
En 1951, le phare actuel  en béton armé a été construit.

## Description
Le phare  est une tour carrée en béton armé de 18 mètres de haut, avec une terrasse. Le bâtiment est peint en blanc sur sa moitié inférieure et en rouge sur sa moitié supérieure. Il émet, à une hauteur focale de 19 mètres, un éclat blanc, toutes les 5 secondes. Sa portée nominale est de 11 milles nautiques (environ 20 km).
Identifiant : ARLHS : EST-062 ; EVA-780 - Amirauté : C-3632 - NGA : 12520 .

## Caractéristique dufeu maritime
Fréquence : 5 secondes (W)
- Lumière : 1.5 secondes
- Obscurité :3.5 secondes

|          |
| Le phare |

### Lien connexe
- Liste des phares d'Estonie